# Barry Bridges
Barry John Bridges (Horsford, 29 aprile 1941) è un allenatore di calcio ed ex calciatore inglese, di ruolo attaccante.

## Caratteristiche tecniche
È stato un attaccante prolifico e versatile, che ha giocato sia come punta centrale o come ala. Negli anni del Chelsea si trovò molto bene a giocare nei vari moduli con tre punte; infatti insieme a Bobby Tambling e Terry Venables ha formato uno dei tridenti più forti del storia del Chelsea e del calcio inglese.

## Carriera

### Club

#### Chelsea
Firma per il Chelsea nel luglio del 1956. Diviene un calciatore professionista due anni più tardi e nel 1959 fece il suo debutto, con gol, nella vittoria, per 3-2, contro il West Ham. Dalla stagione 1961-1962 diviene titolare inamovibile del club londinese mostrando di essere un goleador molto prolifico; anche se nella stessa stagione il Chelsea viene retrocesso nella Second Division.
Nella stagione successiva, anche grazie alle sue 15 reti in campionato, il Chelsea si piazza al secondo posto in campionato, posizione che gli permette di essere nuovamente promossa nella First Division. Gli anni successivi lo vedono protagonista, insieme al club londinese, ad ambire le posizioni più prestigiose del campionato inglese. La stagione 1964-1965 è quella più importante, per Bridges, con i Blues; difatti il Chelsea si posiziona al terzo posto in campionato e vince la Coppa di Lega battendo il Leicester City in finale, mentre personalmente Bridges totalizza ben 27 reti nel corso della stagione. Ma in questa stagione i rapporti con i compagni e con l'allenatore Tommy Docherty cominciano a rompersi, difatti nel 1966 viene ceduto, per 55.000 Sterline, al Birmingham City.

#### Le parentesi in Inghilterra, Sudafrica e Irlanda
Dopo aver passato quasi 10 anni con la maglia del Chelsea continua giocare in Inghilterra fino al 1974. Negli anni veste le maglie di Birmingham City, Queens Park Rangers, Millwall e Brighton & Hove Albion segnando, nei vari campionati, 108 reti in 298 partite.
Tra il 1974 e il 1975 vola in Sudafrica per giocare nelle file dell'Highlands Park con quale vince un campionato e una Coppa di Lega. Nel 1976 si trasferisce in Irlanda per diventare giocatore-allenatore prima nel St Patrick's e poi nello Sligo Rovers. Si ritira dal calcio giocato nel 1978 con un totale superiore a 200 reti segnate in carriera e rimane tuttora uno dei giocatori più prolifici della storia del Chelsea.

### Nazionale
Esordisce con la maglia della Nazionale di calcio dell'Inghilterra il 10 aprile del 1965; in occasione dell'amichevole pareggiata, per 2-2, contro la Scozia. Il 9 maggio dello stesso anno sigla il suo unico gol con la maglia dei Tre leoni; in occasione del tour europeo contro la Jugoslavia, partita pareggiata per 1-1. Fu presente anche nella rosa preliminare di quaranta giocatori selezionati da Alf Ramsey per il Campionato mondiale di calcio 1966 che si sarebbe tenuto proprio in Inghilterra e che avrebbe visto vincitori i Tre Leoni, ma alla fine non prese parte alla competizione.

## Statistiche

### Presenze e reti nei club
| Stagione       | Squadra        | Campionato     | Campionato | Campionato | Coppe nazionali | Coppe nazionali | Coppe nazionali | Coppe continentali | Coppe continentali | Coppe continentali | Altre coppe | Altre coppe | Altre coppe | Totale | Totale |
| Stagione       | Squadra        | Comp           | Pres       | Reti       | Comp            | Pres            | Reti            | Comp               | Pres               | Reti               | Comp        | Pres        | Reti        | Pres   | Reti   |
| -------------- | -------------- | -------------- | ---------- | ---------- | --------------- | --------------- | --------------- | ------------------ | ------------------ | ------------------ | ----------- | ----------- | ----------- | ------ | ------ |
| 1958-1959      | Chelsea        | FD             | 2          | 1          | FACup           | 0               | 0               | -                  | -                  | -                  | -           | -           | -           | 2      | 1      |
| 1959-1960      | Chelsea        | FD             | 1          | 0          | FACup           | 0               | 0               | -                  | -                  | -                  | -           | -           | -           | 1      | 0      |
| 1960-1961      | Chelsea        | FD             | 2          | 1          | FACup+CdL       | 0+0             | 0+0             | -                  | -                  | -                  | -           | -           | -           | 2      | 1      |
| 1961-1962      | Chelsea        | FD             | 32         | 19         | FACup           | 1               | 1               | -                  | -                  | -                  | -           | -           | -           | 33     | 20     |
| 1962-1963      | Chelsea        | SD             | 36         | 15         | FACup           | 2               | 2               | -                  | -                  | -                  | -           | -           | -           | 38     | 17     |
| 1963-1964      | Chelsea        | FD             | 33         | 15         | FACup+CdL       | 3+0             | 0+0             | -                  | -                  | -                  | -           | -           | -           | 36     | 15     |
| 1964-1965      | Chelsea        | FD             | 41         | 20         | FACup+CdL       | 5+5             | 4+3             | -                  | -                  | -                  | -           | -           | -           | 51     | 27     |
| 1965-1966      | Chelsea        | FD             | 29         | 9          | FACup           | 6               | 2               | CF                 | 7                  | 1                  | -           | -           | -           | 42     | 12     |
| Totale Chelsea | Totale Chelsea | Totale Chelsea | 176        | 80         |                 | 22              | 12              |                    | 7                  | 1                  |             | -           | -           | 205    | 93     |

### Cronologia delle presenze e reti in nazionale
| Cronologia completa delle presenze e delle reti in nazionale ― Inghilterra | Cronologia completa delle presenze e delle reti in nazionale ― Inghilterra | Cronologia completa delle presenze e delle reti in nazionale ― Inghilterra | Cronologia completa delle presenze e delle reti in nazionale ― Inghilterra | Cronologia completa delle presenze e delle reti in nazionale ― Inghilterra | Cronologia completa delle presenze e delle reti in nazionale ― Inghilterra | Cronologia completa delle presenze e delle reti in nazionale ― Inghilterra | Cronologia completa delle presenze e delle reti in nazionale ― Inghilterra |
| Data                                                                       | Città                                                                      | In casa                                                                    | Risultato                                                                  | Ospiti                                                                     | Competizione                                                               | Reti                                                                       | Note                                                                       |
| -------------------------------------------------------------------------- | -------------------------------------------------------------------------- | -------------------------------------------------------------------------- | -------------------------------------------------------------------------- | -------------------------------------------------------------------------- | -------------------------------------------------------------------------- | -------------------------------------------------------------------------- | -------------------------------------------------------------------------- |
| 10-4-1965                                                                  | Wembley                                                                    | Inghilterra                                                                | 2 – 2                                                                      | Scozia                                                                     | Amichevole                                                                 | -                                                                          |                                                                            |
| 5-5-1965                                                                   | Wembley                                                                    | Inghilterra                                                                | 1 – 0                                                                      | Ungheria                                                                   | Amichevole                                                                 | -                                                                          |                                                                            |
| 9-5-1965                                                                   | Belgrado                                                                   | Jugoslavia                                                                 | 1 – 1                                                                      | Inghilterra                                                                | Amichevole                                                                 | 1                                                                          |                                                                            |
| 20-10-1965                                                                 | Wembley                                                                    | Inghilterra                                                                | 2 – 3                                                                      | Austria                                                                    | Amichevole                                                                 | -                                                                          |                                                                            |
| Totale                                                                     |                                                                            | Presenze                                                                   | 4                                                                          |                                                                            | Reti                                                                       | 1                                                                          |                                                                            |

## Palmarès

### Club

#### Competizioni nazionali
- Coppa di Lega inglese: 1

Chelsea: 1964-1965
- National Football League: 1

Highlands Park: 1975
- NFL Cup: 1

Highlands Park: 1975